# 北白川
北白川（きたしらかわ）は、京都府京都市左京区の東部に存在する地域（広域地名）である。ここではおおよそ、左京区内の「北白川」を町名に冠する地区の総称として用いる。かつては志賀越道（山中越）の街道集落として栄え、明治時代からは白川の水車を利用した工業も発達する。その他特産品としては花崗岩およびその加工物としての白川石、白川砂が著名。またかつては花の栽培・行商も盛んであり、その行商人は「白川女」（しらかわめ）と呼ばれていた。現在は高級住宅地としての趣が強い。

## 概要
左京区の東に位置し、おおよそ東を東山、西を高原通、南を今出川通、北を東鞍馬口通に囲まれた一帯。西部は京都大学のある吉田および田中、南部は浄土寺、北部は一乗寺、東部は銀閣寺前町および銀閣寺町、さらに県境に位置するため、滋賀県大津市とも隣接する。また、厳密には南東部、大文字山（如意ヶ嶽）山中で鹿ヶ谷とも隣接している。かつての愛宕郡白川村である。
南部、西部は白川による「北白川扇状地」と呼ばれる谷口扇状地帯となっており、主に黒雲母花崗岩砂礫で形成されている。東山の西麓（京都側）では最も規模の大きな物であり、東大路通あたりまでが範囲に含まれる。また、追分町近辺は縄文時代には低湿地帯であったと推察されている。
地域の北東部は白川と京都府道・滋賀県道30号下鴨大津線（志賀越道、山中越えなどと呼ばれる）に沿った山間部であるが、西部、南部は平坦な土地である。東山（特に比叡山、大文字山）の山裾に拡がる地域で、地域内に瓜生山（うりゅうざん、うりゅうやま。標高301m）と呼ばれる山が存在する。
そのほか「北白川山」がある。
また、古くは（現）瓜生山の一部が「茶山」と呼ばれており、叡山電鉄の駅名にその名を残している。大文字山 (466m)、如意ヶ嶽 (472m) との関わりも深い。
洛外（平安京の外）であるため、照高院御殿跡の他には特に著名な史跡が多いというわけではないが、縄文時代の遺跡や石器、縄文土器も見つかっており、居住地としての歴史は長い。また、京都盆地の東端に位置する郊外であり、1880年代ころは、四条や寺町京極へ出かけることを「京へ出る」と表現していた。
特産品として白川砂という、花崗岩質の白い砂があり、庭園など向けに使用されている。また、古くは「白川女」（しらかわめ）と呼ばれる、女性による花の行商の風土が存在した。
国勢調査を元とした推計によれば、その人口は2010年（平成22年）4月時点で、5,660世帯、10,270人とされている。
なお、地域の南西部の一部は京都大学の敷地内でもある。ただし、京都大学の所在地は北白川の西に隣接する「吉田」であり、その施設の多くは吉田に存在し、北白川に存在するものは極一部にとどまっている。学生の下宿などが点在。

## 沿革
「北白川」の名称の由来は、「白河」の北に在ったことから。『愛宕郡村志』に曰く、「白川とは渓谷の称なり、蓋し山谷花剛石多く其碎（砕）沙白くして美なるにより名つけし」（現代語訳は綱本逸雄　2013　『京都盆地の災害地名』p.40より引用）が白川の名称の由来。また、かつては鴨川以東の、北白川から九条辺りまで、かなりの広域が「白河」と呼ばれていた。文献に北白川との地名が出てくるのは藤原公任『拾遺抄』の「北白河の山庄に花のおもしろくさきて侍りける、見るとて人人まうできたりければ」（同じく綱本 2013 より引用）から。
古くは愛宕郡上粟田郷白川村と呼ばれ、天正時代（1573年 - 1593年）は稲作のほか、花売り、水車、石屋（石工）などの産業があった。なお、1929年（昭和4年）からは左京区の大字。
比較的市街化の遅れた地域であったが1918年の京都大学理学部の移転、1923年の農学部の設立を経て、1930年頃以降より住宅地としての発展を見、京都の内でも高級住宅地とされる。
1985年（昭和60年）の年齢別人口比の資料では、20代の人口が群を抜いて多くなっている。1918年（大正7年）に京都市上京区に編入、1929年（昭和4年）に新設された左京区に編入された。ちなみに山間部に関しては、1990年（平成2年）の資料では各町1 - 4世帯、南ヶ原町や外山町は0世帯となっている。

## 河川

### 白川

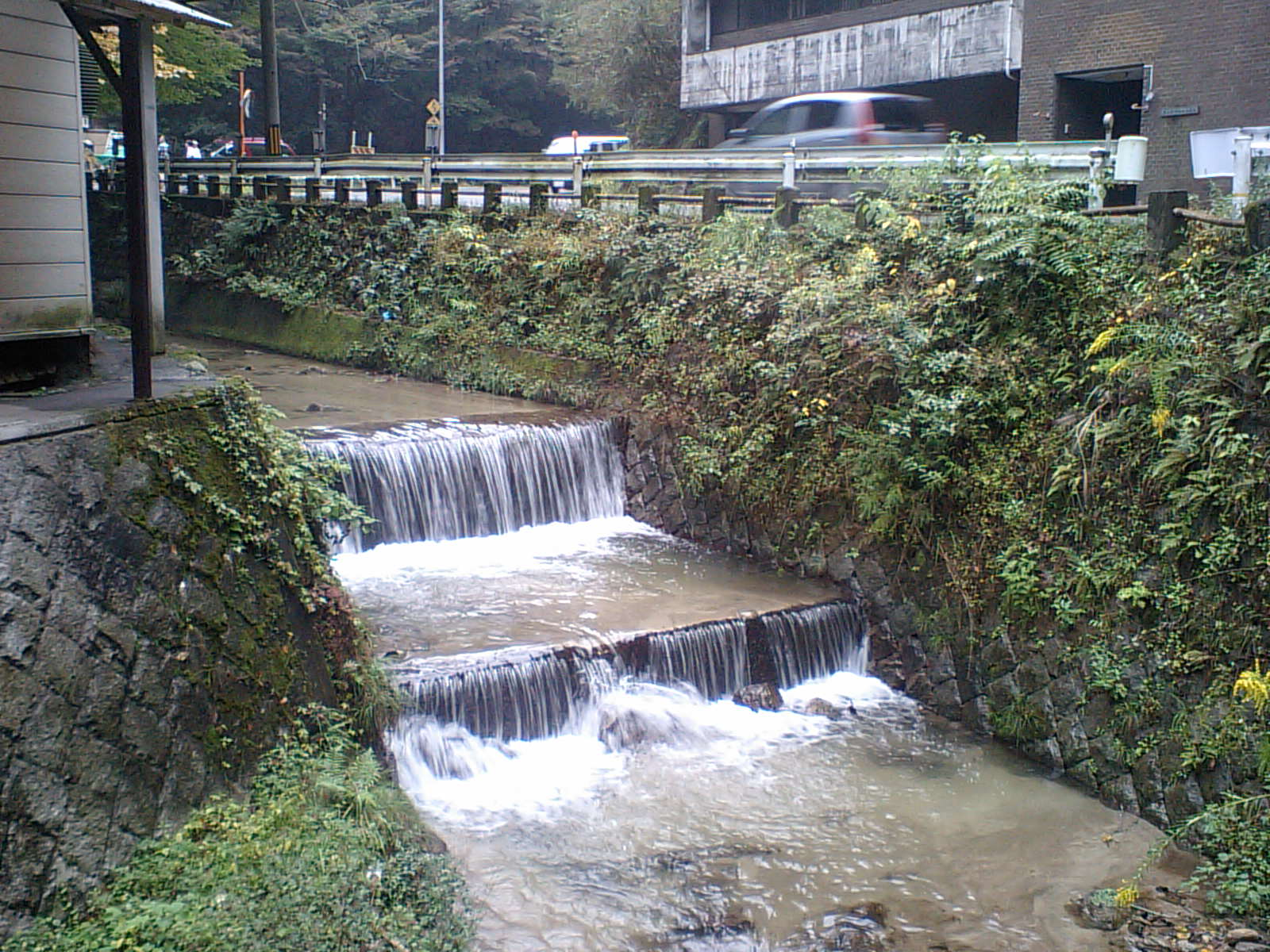
地域の北東、山間部である地蔵谷町近辺を流れる白川。道路は志賀越道。

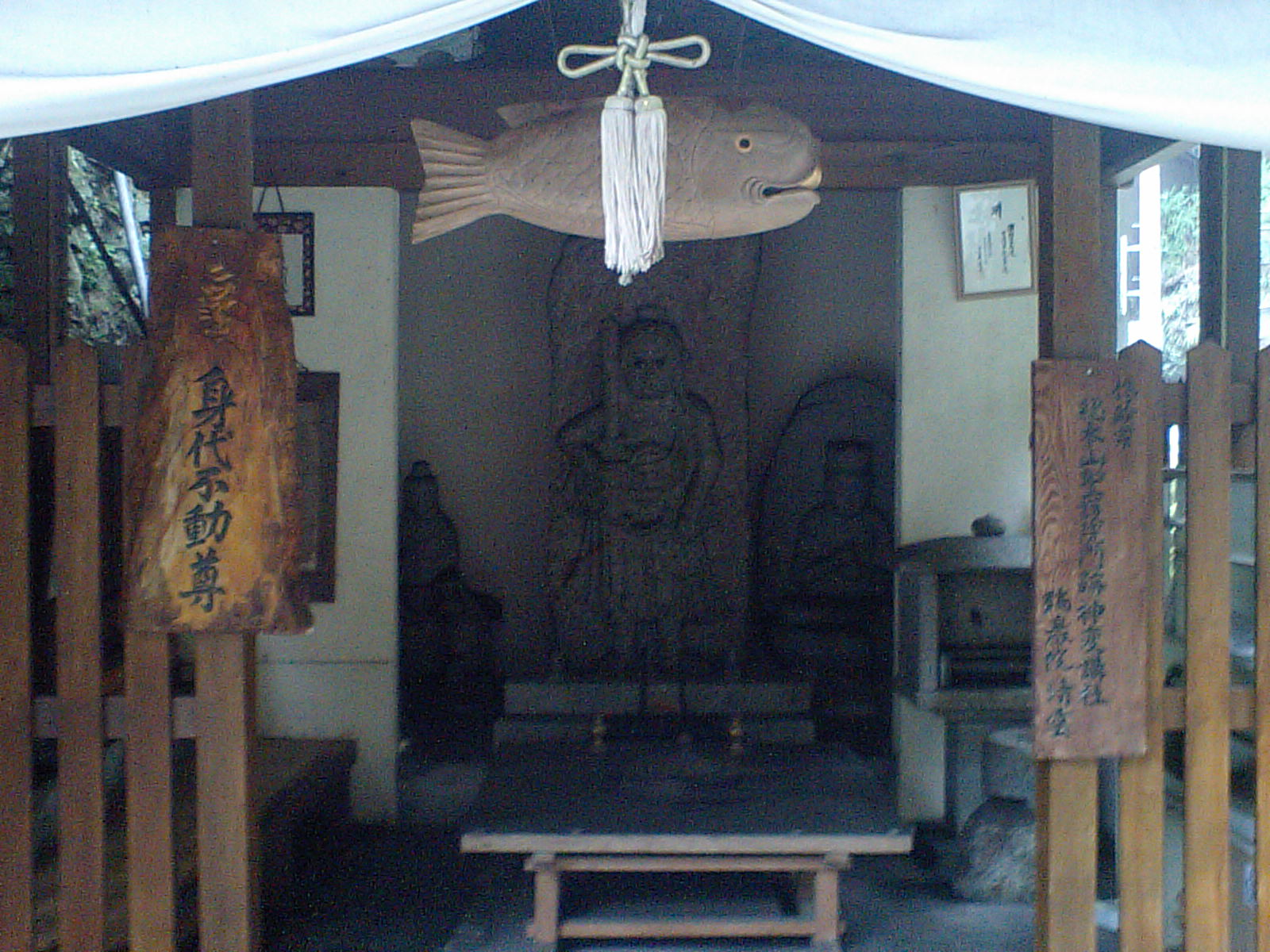
身代わり不動尊。複数有るがこれは最も街道に近いもの。

地域内を、北東の山間部から南東部（浄土寺から岡崎）へ流れる一級河川。比叡山と大文字山（如意ヶ嶽）の間、東西約5km、南北5 - 7kmの花崗岩地帯を流れ、その浸食により現在の山並みを形作った。川砂が白いことから、白川と呼ばれるようになったとされている。地域住民は、大川、天王（てんのう）の川、裏の川などとも呼んでいた。なお白川についてはかつて、鴨川に流入するおおよそ三条通以北を北白川、以南を南白川と呼んだという。
地元では相当な荒れ川とされ、かつては度々氾濫を起こしており、1889年（明治22年）には北白川小学校の校舎も流失するなどの被害が発生した。そのため、かつては堰堤には鉄砲水対策の土嚢が積み上げられ、水門も二重、三重に設けるなどの洪水対策が成されていた。1970年代からは近代的な改修工事が望まれ、現在、北白川の琵琶町以下では相当に掘り下げられた上で三面がコンクリート仕上げとなっており、さらに地下には河川のバイパスともいうべき今出川分水路が今出川通の地下に設けられ、琵琶町には砂沈池も備えられている。ただし「京都市情報館」（京都市公式Webサイト）によれば、2010年（平成22年）6月時点で、改修進捗度は計画の半分にも達していない。なお、北白川天神宮前に「萬世橋」という石組みのアーチ橋がかかっており、改修工事時には一端分解し、後に組み直すことが検討されたが、爾後の復元に不安を覚えた氏子会の要望により、困難ながらも橋を保全したままで改修工事が行われた。
また、流域では水車による産業が発達していた。山間部には重石、蛇石など特徴的な形をした岩があり（文献には残るが現存していないものも多い）、白川の滝と共に、旅人の目を楽しませた。白川の滝は白川石の切り出しの結果、現存していない。なお、地域には白糸の滝という別の滝もあるが、これは後に人工的に造られたものである。
地獄谷ともいわれる山間部の地蔵谷町では、1956年（昭和31年）にラドン温泉が発見され、京都北白川不動温泉、北白川天然ラジウム温泉の2施設で有料で入浴が可能である。近くに、旅人に降りかかる災厄を代わって受ける「身代わり不動さん」が祀られていたことから、「おたすけ水」とも呼ばれる。ちなみに、飲用も可能であり、入浴・飲用が許可された温泉の中で、ラドン含有量は全国第2位となっている。
ちなみに、白川村とその南隣、白川の下流に当たる浄土寺村との間では、白川の用水、水車の設置などでたびたび諍いがあり、『史料京都の歴史 8』 p.206、p.211では、奉行所への訴状などが紹介されている。

### 琵琶湖疏水分線
地域の南東部から北西部（高野方面）へ向け、南禅寺を起点とした琵琶湖疏水の分線が流れる（1890年（明治23年））。京都盆地は基本的に南西方向へ向けて傾斜しているが、この分線は人工の水路であるため、北へ向けて流れている。疏水に沿って桜並木が続き、特に南東部（東久保田町）は哲学の道の一部として、銀閣寺道のバス停留所から銀閣寺へ足を向ける観光客の通り道となっている。なお、琵琶湖疏水は北白川の南東端である東久保田町と、隣接する銀閣寺前町との境目において、白川と立体交差している。

## 交通

### 白川通
北白川の平野部を南北に縦断する主要な道路であり、山科区を除いた京都市内では最も東に位置する大通りである。現在、北白川地域内では道の両側の銀杏並木のみならず、中央分離帯にもケヤキの並木が続く4車線道路となっている。道路といえば志賀越道だけで、あとは田畑が拡がっていた北白川に1934年（昭和9年）前後に区画整理で整備され、かつては12間道路と呼ばれ、今出川通以南では京都市電の路面電車も通っていた。

### 今出川通
北白川の南端を東西に横断する主要な道路であり、ほぼ浄土寺、吉田との境界ともなっている。かつては北白川のほぼ全域に渡って路面電車が通っていた。また2010年（平成22年）現在、北白川地域内では4車線道路であるが、白川通との交差点より東の部分においては、2車線である。東端、白川通に近い区間は「銀閣寺道」とも呼ばれ、今出川通と白川通の交差点に存在するバス停留所の名称にもなっている。

### 御蔭通

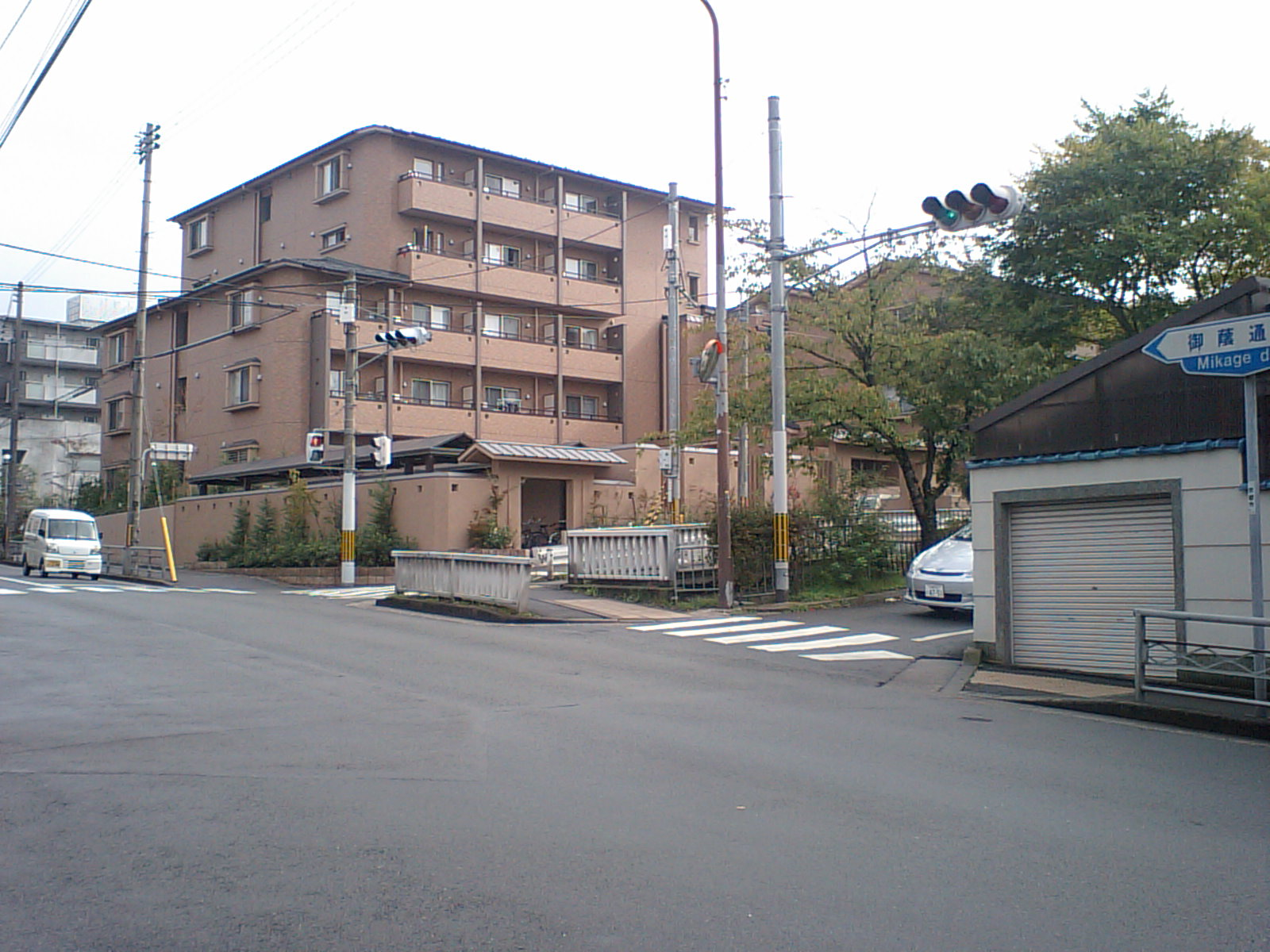
東蔦町から南東の堂ノ前町方面を望む。御蔭通と琵琶湖疏水分水路が交差する。

地域のほぼ中央部を東西に、御蔭通が横断している。1934年（昭和9年）前後の区画整理で整備された道であり、かつては「バス通り」と呼ばれていた。2車線道路ながら、白川通以西には並木が備えられている。

### 志賀越道

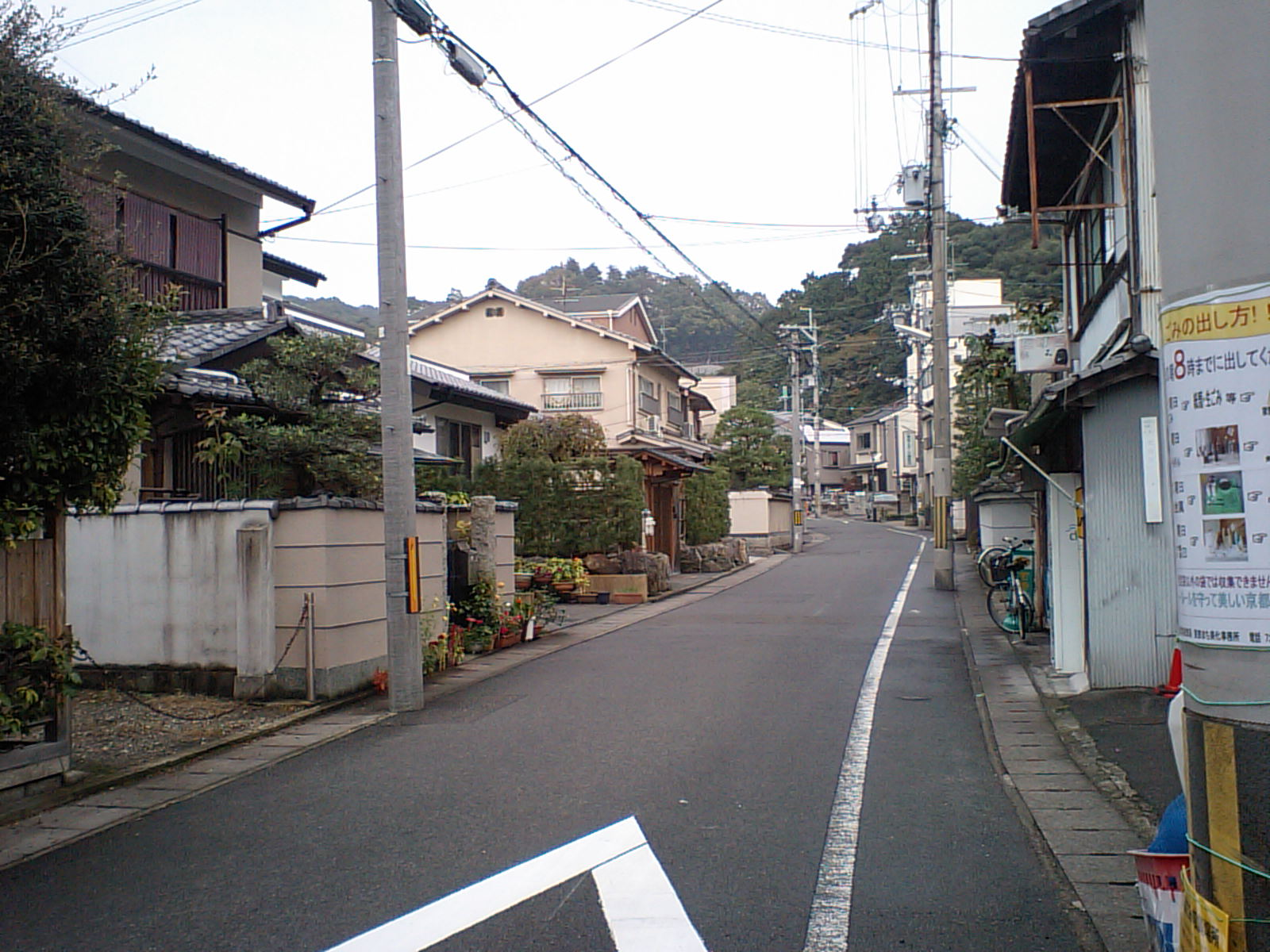
下池田町付近

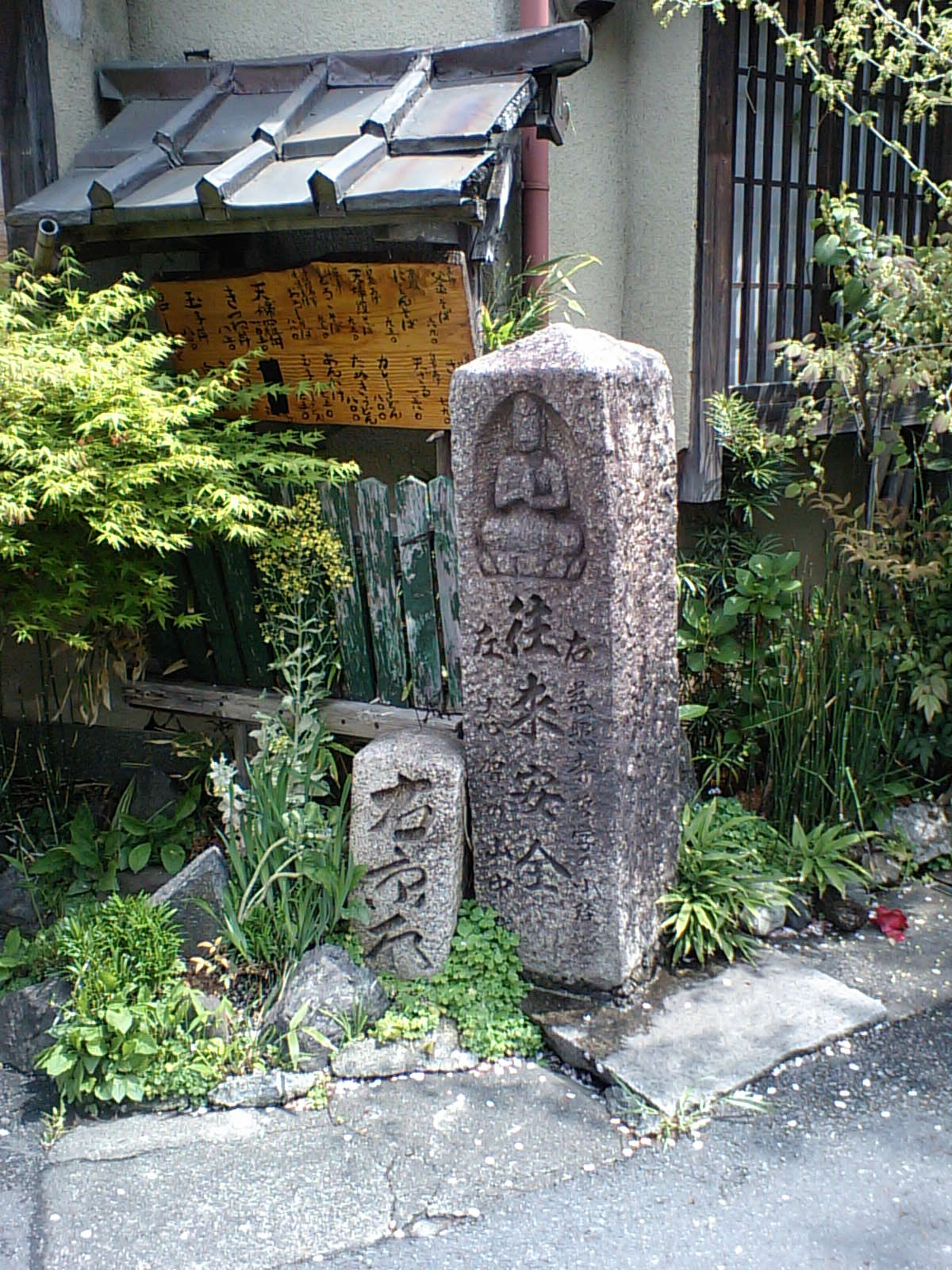
東久保田町の道標。「往来安全 左 滋賀の山中越 右 慈照寺哲学の小径」

読みは「しがごえみち」。鴨川添いの荒神口から北白川地域を通過し、白川に沿って遡り、琵琶湖西岸地域に至る街道。山中越え、白川街道と呼ばれたほか、古くは志賀の山越、琵琶街道とも呼ばれており、明治時代の地図で確認できるほか、琵琶町という地名も残っている。1928年（昭和3年）には市営バスの運行が開始された。
現在は、間道であった比叡平（ひえいだいら）を経由して滋賀県大津市石山近辺に至る経路を、片側1車線の主要地方道である京都府道・滋賀県道30号下鴨大津線が通っており、この路線の別名として「山中越」、「志賀越道」が用いられている。比叡山ドライブウェイとも接続しており、比叡山山頂への道ともなっている。また、北白川では仕伏町で分岐する御蔭通のほうが京都府道30号下鴨大津線として指定されている。
後述する北白川縄文遺跡群の出土物と、南滋賀の遺跡からの出土物との関連性から、先史時代にはすでに交通路として確立していたともいわれている。その交通の利便さゆえに要衝と捉えられ、将軍山城での攻防などが発生したと考えられている。また、『兼見卿記』では、織田信長により、この街道の整備が命じられたと記されている。
しかしその後の海上交通の発達により内陸交通路としては衰退に向かい、幕末における尾張藩下屋敷の新築により、吉田の部分が途切れてしまった（そして明治以降同地には第三高等学校、次いで京都帝国大学（京都大学）が設置され現在の京大吉田キャンパスに継承されている）。またこの頃より志賀越道には商店が建ち並び活況を呈し、「北白川京極」とも呼ばれたという。なお、下別当町、東山東一条などに多数の道標が現存するほか、街道沿いに数体の石仏が見られる（後述）。
- 東山東一条の道標 「右 さかもとからさき 白川乃道」「左 百万辺乃道」
- 北白川東久保田町の道標 「右 慈照寺哲学の小径 馬頭観音像 往来安全 左 志賀の山中越」（右図。志賀越道に存在する道標ではなく、志賀越道への案内のもの）

その他、山間部にも多くの道標が見られるほか、北白川小学校敷地内に移設されたものもある。

### 公共交通機関
京都市営バス、京都バス、京阪バスが主である。最寄り駅は叡山電鉄の元田中駅、茶山・京都芸術大学駅が挙げられ、地域の北西部からは徒歩で移動が可能。京阪電気鉄道の出町柳駅も最寄り駅といえるが、銀閣寺道からは2km程度、最も近い追分町からでも1km以上の距離がある。
観光名所である銀閣寺が近いため市営バスの路線は充実しており、3、5、17、32、65、203、204、急行100、急行102各系統などが利用可能。京都駅、三条京阪、四条河原町、金閣寺などへの直通系統がある。北白川地域内では南北は白川通、東西は今出川通、御蔭通を通過している。また、出町柳駅へは今出川通にある各バス停留所からの17系統、203系統、急行102系統、および御蔭通を通る3系統が、元田中駅へは御蔭通を通る3系統と65系統が直通便となっている。
仕伏町より北東の山間部には市営バスは通っておらず、京都バスの51系統と京阪バスの56、56A号経路のみとなっている。なお、積雪時は運行が中止されることもある。

## 風俗・産業

### 白川女

白川女（1960年）

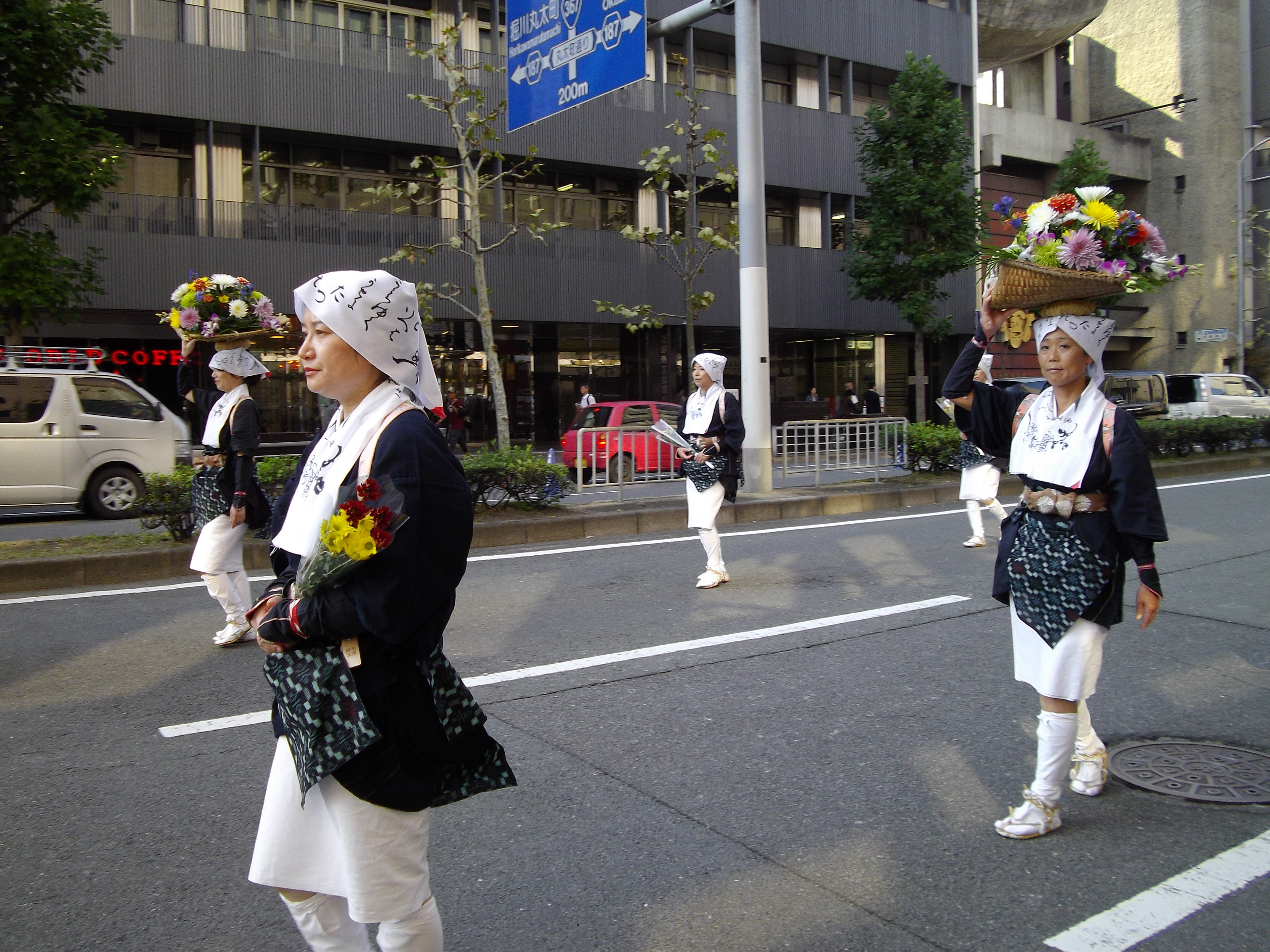
時代祭行列での白川女（2012年）

かつては白川女（しらかわめ）と呼ばれる女性の行商人が、洛中で花の行商を行っていた。江戸時代より商業化されたもので、最盛期は明治時代であったとされ、その時期にはほとんどの女性が15歳になると白川女になったともいわれる。現在は時代祭でその出で立ちを確認できる。純白の下着、紺の着物に前掛け、頭に手ぬぐい手には手甲、足には脚絆に草鞋、という出で立ちである。なお、襷（たすき）は年齢によって色分けがされていたという。古くは頭に花を入れた藤蔓製の籠を乗せて行商していたが、大正時代頃からは、荷車なども用いられるようになった。平安時代、三善清行の発案により北白川の女性が京都御苑に花を届けたのが始まりであると伝えられている。花畑では、キク、キンセンカなどが栽培されていたほか、山で摘み取った花も販売しており、明治以降は若干ながら番茶も販売され、お盆、正月の飾り物なども取り扱われていたようである。京都盆地の特性上、洛中から北白川への帰り道は登り坂になるため、学業の終わった子供が途中まで母親を迎えに行き、荷車引きを手伝う光景も見られた。21世紀初頭の現在では、わずかな老齢者が伝統を受け継いでいるのみとされ、毎年行われていた京都御所への花の献上も1970年（昭和45年）頃に途絶えている。また、白川女は世襲的色合いが強いとされる。
花畑は北白川には多く見られ、風景の一つとなっていた。以下参考文献からの引用の歌であるが、
- 春と言えばさえゆく風にたつ波の 花にうずめる白川の里（藤原定家）
- 百草の花のかげまでうつしつつ 音もかわらぬ白川の水（貫之）

などと詠まれていた。1965年（昭和40年）前後の地図でも、地域内にかなりの花畑が確認できるが、昭和に入ってからは、住宅地が増え、花畑が減少したこともあり、北白川だけでは需要を賄い切れず、花市場が開設され、1965年（昭和40年）頃には大部分が他地域よりの購入によって賄われるようになった。
京都には、その他にも大原女による薪の行商、桂女（かつらめ）による魚の行商、高雄の畑のおば（姥）、なども見られた。大原女と白川女の出で立ちは比較的類似しているが、着物の裾や前掛けの長さの違いなどが明確であるとされる。
ちなみに北白川の女性は男勝りの働き者で、昔はかなり乱暴な言葉使いをしていたとされるほか、北白川地域独特の方言も存在した。また、花売り、花市場は旧街道（志賀越道）沿いに多く分布していた。

### 注連縄
北白川は注連縄（しめなわ）の産地としても、明治末期以降、京都では有名であった。お歳暮用の宝船というものは、京都では北白川でしか作られていなかった。主に冬場に、花売りに関わる住民がこの仕事に当たったという。また、北白川小学校ではわら細工教室という科目を行っており、ホームページでその様子が確認できる。

### 白川砂
白川の上流には花崗岩が多く見られ、白川の川砂はその白さの際だつ白川砂として京都の特産品となっており、各地の神社仏閣、京都御所、天皇陵などに古くから利用されてきた。

### 白川石
花崗岩そのものである白川石も特産品であり、その品質の評価も高かったとされ、京都の石といえば白川石ともいわれ、鎌倉時代には三大名石の一つにも数えられた。『都名所図解』にも「北白川の里人は石工を業（なりわい）として、常に山に入て石を切出し…」との記述が見られ、『東北歴覧之記』では「農業の暇、石工を事とし、入山して石を採り、市中で売る。俗に白川石と称す」とされている。白川灯籠や手水鉢（ちょうずばち）などの加工品も名物であった。

### 屋号
屋号としては鍛冶屋、桶屋、滝元屋など、家業や立地を元とした一般的といい得るものが有ったが、先祖の名前に「さん」を付けたものを、代々呼び継ぐ風習もあった。一例としては「善七さん」、「卯兵衛さん」などがある。この風習は、少なくとも1960年（昭和35年）前後には、まだ存続していたとの資料がある。その他にも「どてら」「大男」などの屋号もあった。ちなみに、この地域では、内田、西村、倉貫、中山などの姓が多く見られる。

### 水車
かつては白川沿いに多数の水車が見られ、各種の製粉や精米、金粉制作や伸銅など、様々に利用され、水車産業に従事する労働者として福井県や石川県から移り住んだ者が、そのまま北白川に住みついた例も多く見られた。初めての水車は1698年（元禄11年）に設置されたとされ、1907年（明治40年）頃には38軒の水車が有ったとされるが、琵琶湖疏水による水力発電の影響などでその数は減少し、1958年（昭和33年）頃にはさらに7軒にまで減少、その上比叡平の宅地開発による土砂の流入などが止めとなり、1968年（昭和43年）8月に、最後に残った水車が廃止された。なお、京都市南区の大手伸銅会社である三谷伸銅も北白川が発祥地の一つであり、その水車は「三谷車」と呼ばれたほか、かつては北白川小学校も固有の資産として2基の水車を所有しており、その収入が運営資金に充てられていた。

### その他
- 1912年（大正元年）の『校下実際調 本村の長所と欠点並に之が教育上注意すべき要件』という、北白川小学校での教育方針に関する文書では、白川村の住民は非常に勤勉で人情深く、石工における収益も赫々足るものがあるが、反面、純粋すぎるがゆえに都会からの破廉恥な文化侵略に抗し得ない可能性がある点が指摘され、石工にまつわる実用的な教育に力を入れつつ美点を伸ばしていく様な教育を心がけるべし、としている。また、北白川は都の発展の利益を享受するに至極有利な地勢を得ており、今後は農業ではなく工業に力を注いでいくべきだと指摘している[56]。
- かつては久保田町の北白川サービスセンター、隣接する浄土寺東田町の丸銀市場といった屋内の市場が住民の食の多くを賄っていた（1974年（昭和49年）頃に行われたアンケートでは、両市場合計で60%との資料がある）。ただし、2010年（平成22年）現在では、どちらの市場も、スーパーマーケットとなっている[57]。

## 教育機関

### 京都市立北白川小学校

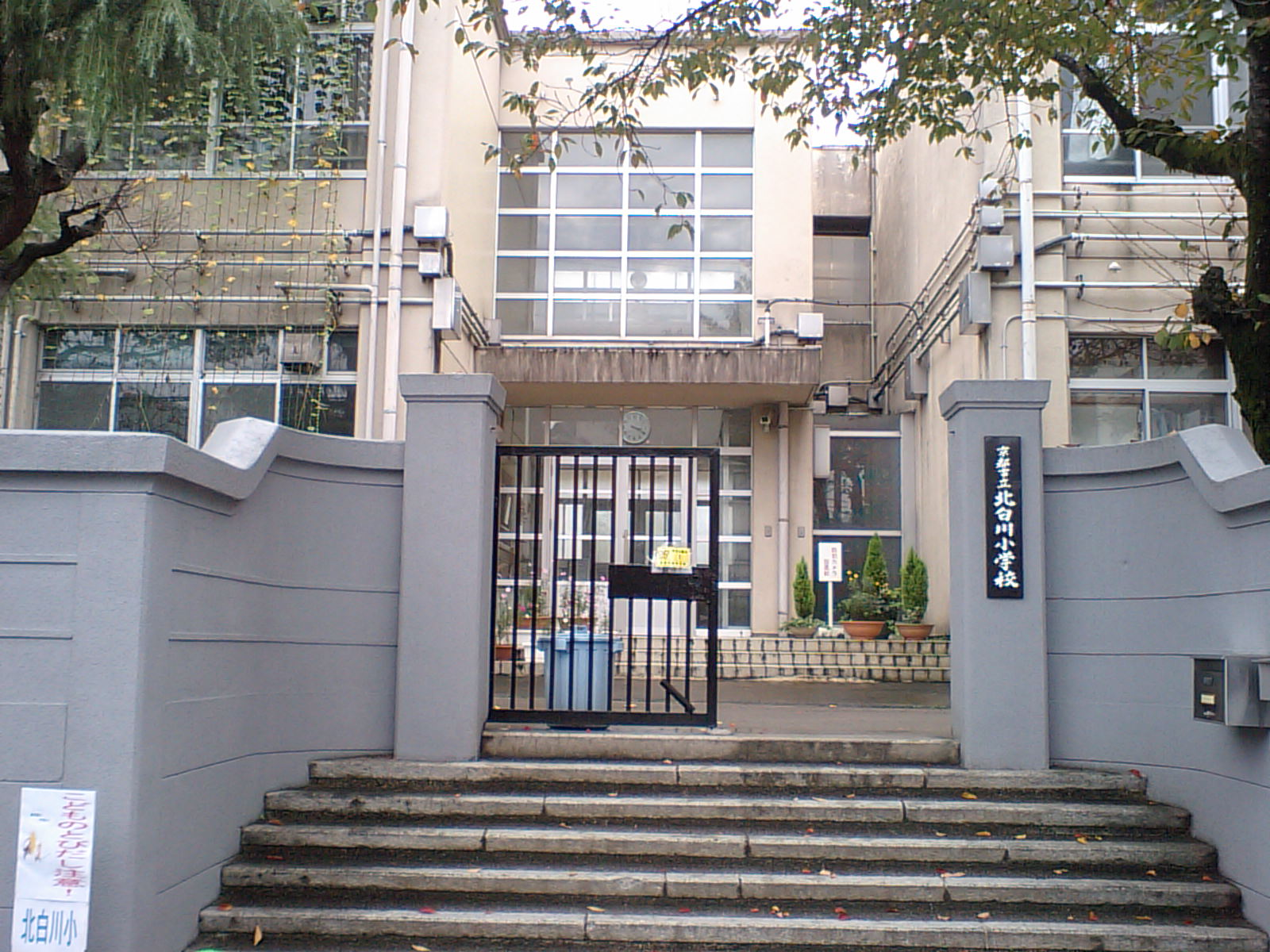
北白川小学校正門前

京都市立北白川小学校は1874年（明治7年）開校という、長い歴史を持つ小学校である。開校当時は乗願院の隣に存在し、従来寺子屋として使用されていた「毘沙門堂」という寺院跡を借りて授業を行っていたが、1877年（明治10年）に北白川天神宮側に移転。この時期は北白川村役場も敷地内に併設されていた。しかし生徒数の増加から、1904年（明治37年）、さらに現在地に移転した。開校当時は北白川の地域性を考慮し、読み書きの他に、石工に特化した授業も行われていた。また、1889年（明治22年）には白川の氾濫で校舎が流失した、太平洋戦争（大東亜戦争）中は疎開児童を多く受け入れ、教室に70人以上の生徒が入った、などのエピソードも有る。後述するが、敷地内に遺跡も存在している。
かつては仕伏町という平野部の東端に位置していたが、現在はやや平野部の中央に近い、別当町70番地に置かれている。明治時代においては生徒数の増加に合わせ、各所から建物を移設し、校舎として利用していた。昭和に入ってからも校舎の増築は続き、昭和30年代の航空写真では現在運動場として利用されている部分の中央に迫るほどに、二重、三重に校舎が設置されている模様が確認できる。『愛郷』によれば、2004年までに校舎建築5回、増改築および移設が15回行われたという。
北白川に隣接する銀閣寺町や銀閣寺前町も学区となっている。2010年（平成22年）現在は敷地内に京都市北白川児童館も併設されている。
また、北白川地域の中学校の学区は京都市立近衛中学校となっているが、山間部からの通学は、徒歩で1時間以上を要する。
2010年（平成22年）現在の生徒数は、教育調査統計資料（平成21年度）によれば、360人となっている。
なお、尋常小学校時代の校章は六角形の中に「白」の字をあしらったものであったが、現在は桜の花の中に「白」の字をあしらったものとなっている。

#### 年中行事
- 4月 - 修学旅行（6年生）
- 5月 - 野外教育センター奥志摩みさきの家での林間学校（4年生）
- 8月 - 盆踊り（鉄仙流白川踊）
- 2月 - 創立記念日（10日）

### 京都造形芸術大学
瓜生山町にある私立芸術大学。かつては「京都芸術短期大学」であり、「芸短」（げいたん）と呼ばれていた。地域の子供向けに「ピッコリー図書館」が解放されている。
同大学の映画学科を中心に、プロと学生が協働で一年をかけ一本の映画を製作して劇場公開を目指す産学連携のプロジェクトを「北白川派」としている。

## 史跡・遺跡

### 照高院御殿跡
北白川宮、北白川御殿、古くは雪輪御所とも。仕伏町 - 丸山町に1619年（元和5年） - 1875年（明治8年）まで存在。元々は聖護院の退院所であったが、明治に入り、当時の聖護院門跡の附弟である信仁入道親王が復飾し照高院宮智成親王と改名し、ついで聖護院宮を継承したのち「北白川宮」と改名して東京へ移ったため、取り壊されることとなった。取り壊し後、総門が日吉神社に移設されたほか、建物の一部は妙法院に移され、国宝とされている。「照高院宮跡」と刻まれた石碑は、土地所有権の都合上、かなり離れた北白川山、北白川幼稚園の近くに建っている。

### 北白川廃寺跡
1934年（昭和9年）、区画整理の折に、別当町から上終町にかけての区域で羽館易らの手により遺跡が発見された。現在の北白川では、北白川小学校北部一帯に相当し、後述する小倉町別当町遺跡と、一部重なり合っている。奈良時代のものと思われる瓦や瓦窯跡（北白川瓦窯阯）も発掘され、出土した瓦の様式から、奈良時代前期から平安時代中期、もしくは鎌倉時代にかけて存在していたとされる。相当に大規模な寺院であり、北白川地域が粟田郷の一部であったとされることもあり、粟田神社に名を残す粟田氏の氏寺（いわば粟田寺）であったとも推察されている。また、現存する「堂ノ前」という地名のほか、古くは「堂ノ後」「鐘杵」という地名もあり、この寺に因んでいるとの説がある。なお、主な基壇が離れ過ぎていることから、あるいは並立する2つの寺院だったのではないかとも考えられている。

### 北白川追分町遺跡
1923年（大正12年）に、追分町の京都大学農学部構内の工事現場で濱田耕作により、発見された縄文時代の遺跡である。竪穴建物跡、墓地跡（集石土壙）などのほか、当時の植生を垣間見られるものも出土している。1991年（平成3年）時点で発掘調査回数は十数次を数えている。

### 小倉町別当町遺跡
1934年（昭和9年）、区画整理の折に、小倉町から別当町にかけて、羽館易と地元住民の手により発見された縄文時代の遺跡。2010年（平成22年）現在では、追分町遺跡より若干後の時代のものとされる。石器、縄文土器などが検出された。その範囲は北白川小学校敷地内にも拡がっている。戦前に調査された遺跡として、考古学史上著名であるとされる。

### 北白川上終町遺跡
1934年（昭和9年）に発見。2010年（平成22年）現在までの所小規模な調査しか行われていないが、建物跡が発見されている。

### 北白川縄文遺跡群
北白川追分町遺跡、上終町遺跡、吉田上大路町遺跡を合わせた北白川扇状地の一連の縄文遺跡群は、「北白川縄文遺跡群」または比叡山西南麓遺跡群などと呼ばれ、西日本の代表的な遺跡群であり、発見された土器は「北白川式土器」と呼ばれる。また、西日本の先史遺跡は軟弱な地盤に築かれることが多いため、本遺跡群のように多数の遺構が見つかる例はあまり多くはないとされ、そういった視点からも重要性が認められている。ちなみに、上終町遺跡から検出された竪穴建物跡は、京都府内で見つかったものの中で最も古い物であるとされている。なお、縄文遺跡は北白川地域のみにとどまらず、白川のより下流に相当する吉田や聖護院、岡崎などや、白川の北に位置する河川である一乗寺川、音羽川流域でも発見されている。

### 子安観音

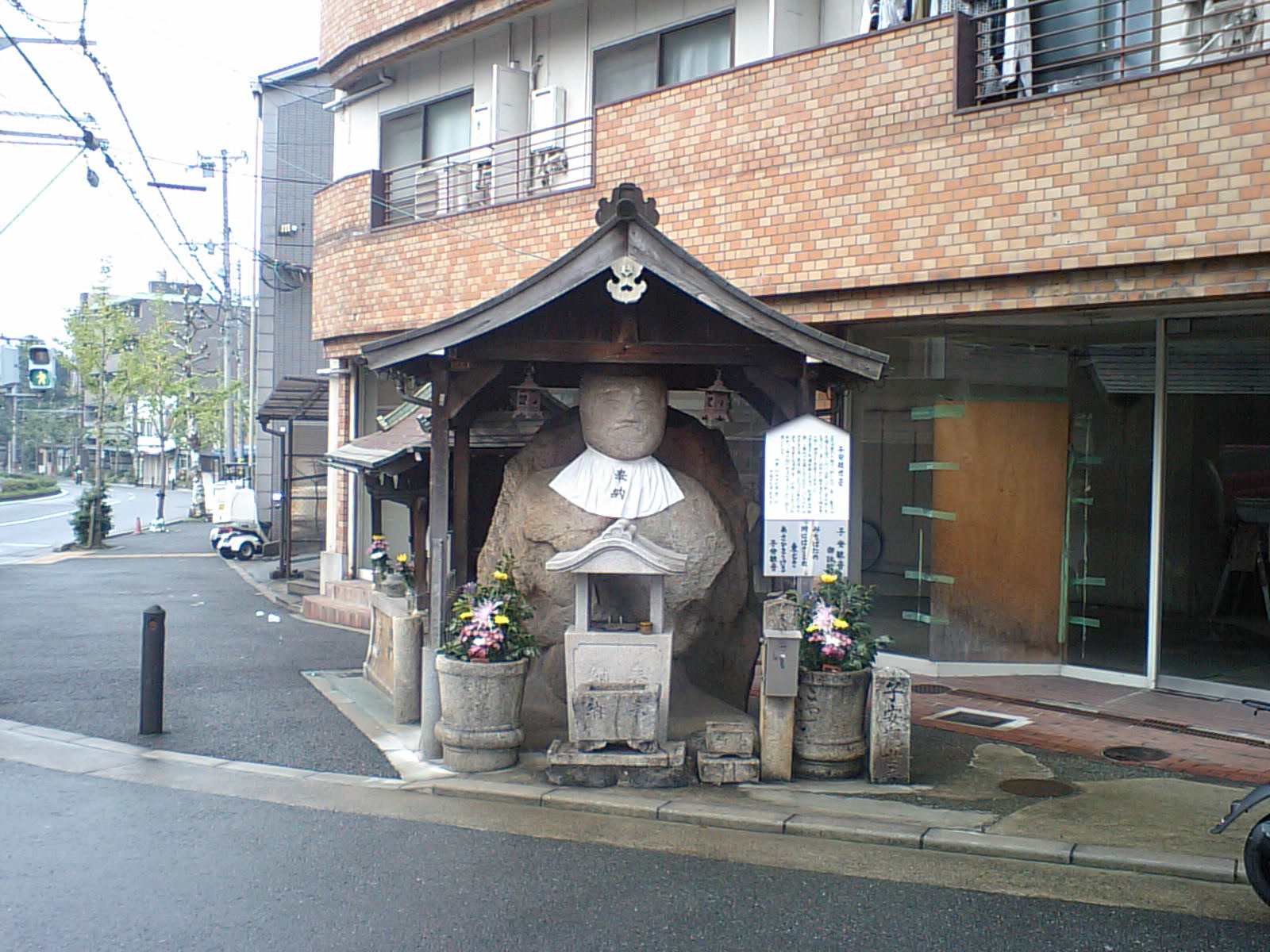
西町の子安観音

西町、今出川通と志賀越道の交差点（旧吉田村との村境で、白川口と呼ばれる）に安置されている、高さ2メートル程度の石仏（観世音菩薩）。『拾遺都名所圖會』にも「北白河の石佛は希代の大像にして…」と、図版入りで紹介されている。江戸時代末期に発生した北白川での大火後に、村の中ほどから現在の場所に移設された。その際に両腕が失われており、首も一度落ちたものを接いだものである。さらに1996年（平成8年）にはトラックの衝突により、またしても首が落ちるという災厄に見舞われている。背部が石塊のまま残されており、鎌倉時代の作といわれているほか、豊臣秀吉にまつわる伝説もあり、太閤地蔵とも呼ばれる。

### その他

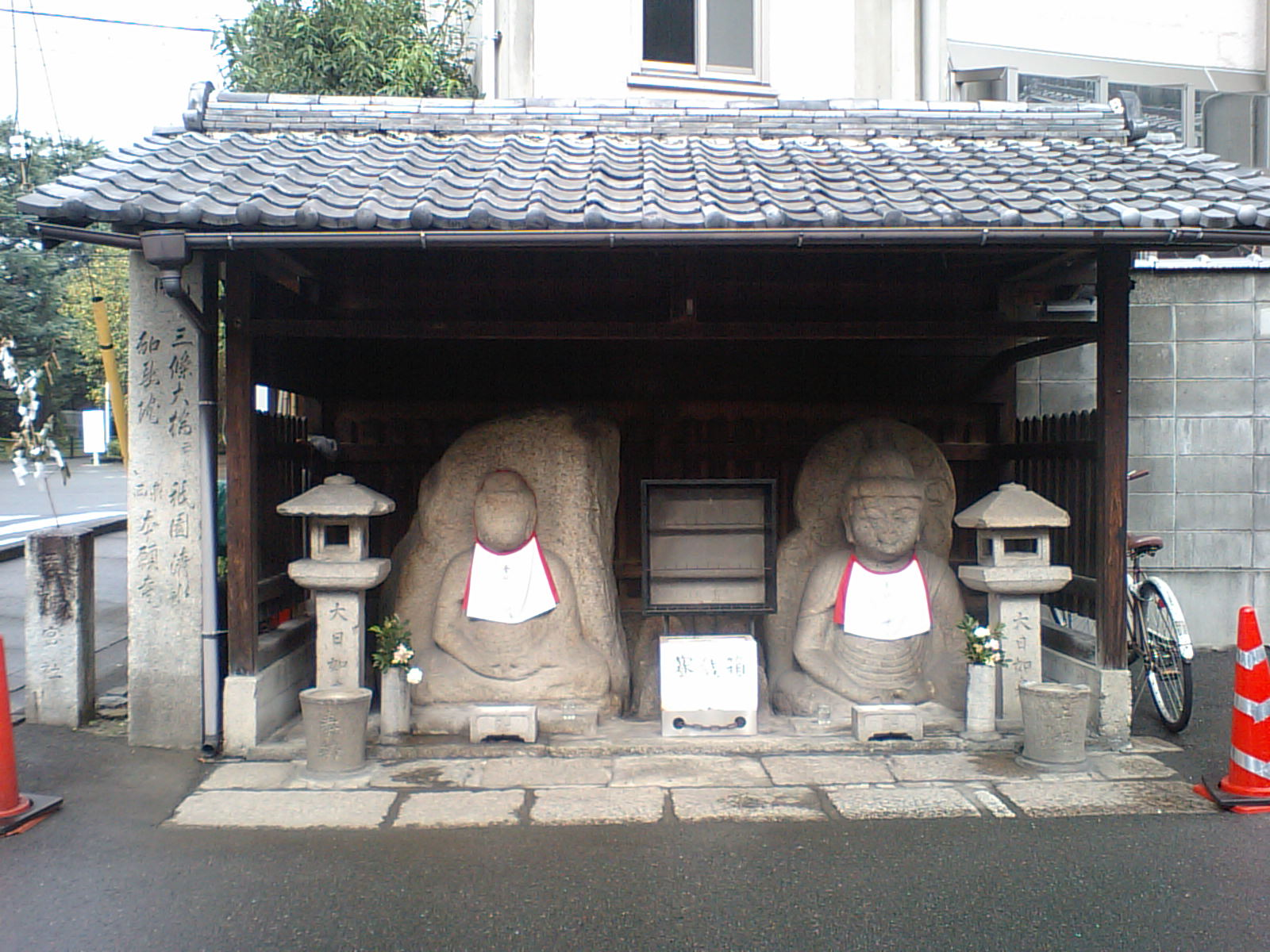
二王

- 小沢芦庵墓 - 山ノ元町、日本バプテスト病院内[69]。
- 北白川宮智成親王墓 - 丸山町。
- 聖護院法親王墓 - 地蔵谷町[69]。
- 将軍山城跡（勝軍地蔵山城、北白川城とも）- 清沢口町、瓜生山に存在する。
- 将軍地蔵（勝軍地蔵） - 高さ約72センチメートルの石造の将軍地蔵である[84]。元来は瓜生山[* 41]に在り、「東山将軍地蔵」と呼んだ。堂は細川高国（1484年 - 1531年が建立した。『愛郷』51号によれば、台座には「延文六年」（編注:1361年）と記されている。竹村俊則『京のお地蔵さん』によれば標高300メートルの瓜生山は足場が悪かったため、参拝者の便を図るため[84]1762年 （宝暦12年） に麓の丸山に移し、瓜生山の名も移したとのこと。その後は天然痘平癒の信仰も集めたという。『都名所図解』、『雍州府志』、古地図にも記述が見られる。詳しくは「将軍山城」も参照。その後長年北白川山ノ町、北白川山（将軍山、丸山…前述の通り、北白川では小さな山の名前には混乱が見られる）に在ったが、2010年11月ごろ、上終町の禅法寺に移され、堂も新たなものに変えられた[* 42][84]。なお、『愛郷』51号によれば、2010年11月時点では、非公開とされている。
- 後二条天皇北白河陵（ごにじょうてんのうきたしらかわのみささぎ） - 追分町に存在。
- 二王（ふたつおう） - 子安観音の南側、吉田本町で祀られている石仏。大日さんと呼ばれているが、阿弥陀如来だという言い伝えもある。元々は子安観音と対面して設置されていたが、市電開通に伴う今出川通の拡張に伴い、現在の場所に移設された[85][* 43]。なお、この石仏も秀吉との逸話が伝えられているほか[86]、「北白川の石仏」と呼ぶ場合、子安観音だけではなく、この二王も含まれるか[87]、もしくは主にこちらを北白川の石仏と呼ぶ[86]。また地元では「なかよし地蔵」との呼び名もみられている。

なお、2010年（平成22年）6月現在、「リーフレット京都 No.166」にて、遺跡群の地図が参照可能であり、古墳跡なども確認できる。

## 施設

### 北白川天神宮

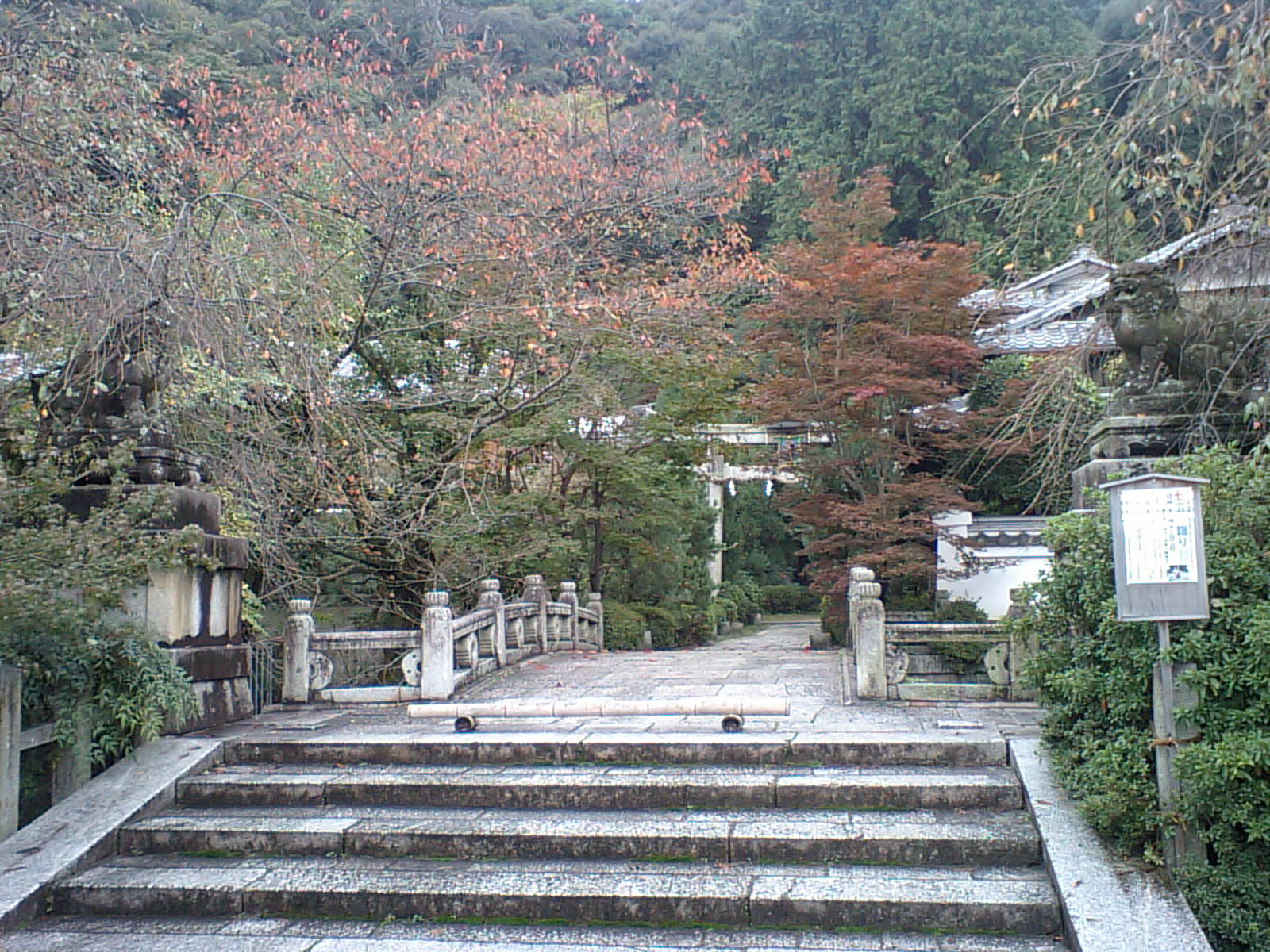
北白川天神宮。石橋は萬世橋。

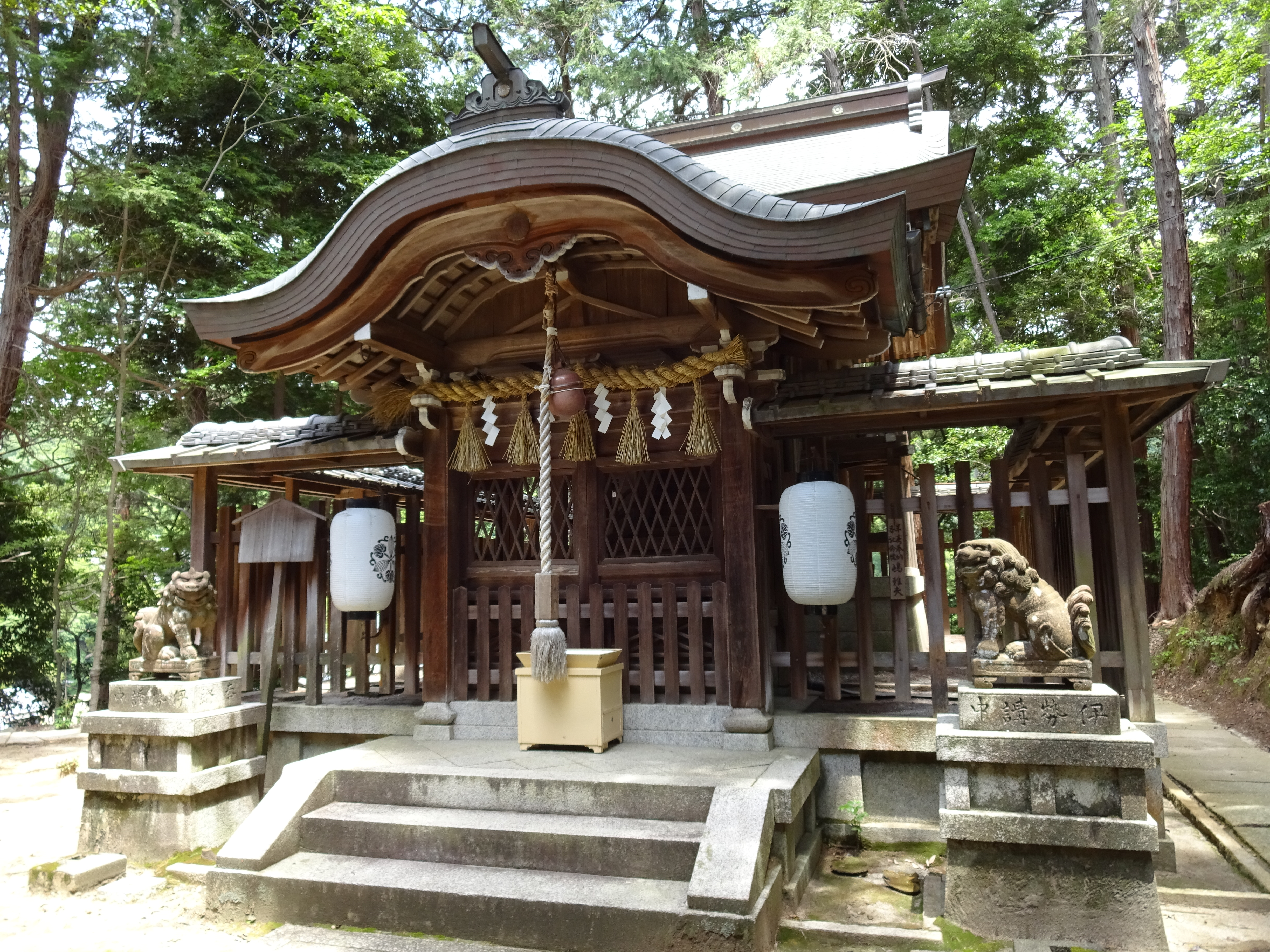
北白川天神宮本殿

仕伏町にある天神宮。天満宮とされることもある。千古山明神の森ともいわれる小山に造営されており、133の石段が特徴。境内の木々の内3本は、京都市区民誇りの木（左京区）に選定されている。
元々は「天使大明神」といった。現地では天神さんと呼ばれているが、祭神は菅原道真ではなく、少彦名命である。以前は久保田町宮ノ前、「久保田の森」に存在していたが、1460年代に、足利義政の手によって、現在地に移設（遷座）されたといわれている。また、道晃法親王とのゆかりも深い。
10月には天神祭（神幸祭）が催され、境内には夜店が立ち、御輿が地域を練り歩く。1月には御弓式、縄引という行事も行われる。御所から授けられた黒鉾などもあり、祭りに言及した古い文献資料もあるほか、滋賀里からの参加者が見られていたという資料もある、北白川高盛御供、通称「高盛」という北白川独特の儀式や、鉄仙流白川踊という盆踊りもあり、いずれも京都市登録無形民俗文化財に登録されている。
なお、『拾遺都名所図会』（1787年（天明7年））では、白川村の南部に存在すると記されているほか、「北白川廃寺の問題」では、上述の移転の事実について疑問が投げかけられている。

### その他
- 乗願院 - 仕伏町にある浄土宗の寺院。延暦寺にゆかりの寺院であるといわれ[93]、北白川地域の菩提寺の本寺とされる[94]。
- 禅法寺 - 上終町にある浄土宗の寺院。平安時代の初期に建立されたと伝えられている。ただし当初は池田町に有り、現在の寺は1927年（昭和2年）に移設されたものである[95]。前述の通り、現在は将軍地蔵が安置されているほか、木像の前立地蔵菩薩および美目善地蔵も安置されている[84]。
- 京都大学人文科学研究所附属東アジア人文情報学研究センター - 東小倉町。京都大学の施設。かつての東方文化学院京都研究所→東方文化研究所。
- 京大農学部グラウンド - 御蔭通沿いに存在する。「京都大学#施設」も参照。
- 北白川天然ラジウム温泉 - 地蔵谷町の山間部に存在する、ラドン温泉の入浴施設。宿泊施設も備える。
- 京都北白川不動温泉 - 同上
- ますたに - 久保田町にある京都ラーメンの元祖とされる店。「京都ラーメン#ますたに」も参照。
- 日本バプテスト病院 - 山ノ元町にある総合病院。
- ワールドコーヒー北白川本店 - 久保田町にあるコーヒーショップ。ワールドコーヒーの一号店。全国各地でコーヒー豆の卸売りなども行っている。
- カトリック聖ヴィアトール北白川教会 - 西蔦町にあるカトリックの教会

## 地域内の町名
伊織町、岩坂町、瓜生山（うりゅうざん）町、追分（おいわけ）町、小倉町、重石（かさねいし）町、上（かみ）池田町、上終（かみはて）町、上別当町、清沢口町、久保田町、小亀谷町、仕伏（しぶせ）町、下（しも）池田町、下別当町、地蔵谷町、瀬ノ内町、大堂町、蔦（つた）町、外山町、堂ノ前町、中山町、西伊織町、西瀬ノ内町、西蔦町、西平井町、西町（にちまち）、東伊織町、東小倉町、東久保田町、東瀬ノ内町、東蔦町、東平井町、平井町、琵琶町、別当町、丸山町、南ケ原町、向ケ谷（むこうがだに）町、山田町、山ノ元町（50音順）。
住所の表記は一般に「郵便番号 606-○○○○ 京都府京都市左京区北白川○○町○番地」となっている。

## 災害および地名
2013年現在、瓜生山町、上終町、山田町、山ノ元町、丸山町の一部、外山町の一部、仕伏町の一部、下池田町の一部は急傾斜地崩壊危険箇所。琵琶町、山ノ元町の谷などについては土石流による被害想定箇所。
綱本逸雄は上池田町、下池田町、久保田町（窪処、くぼた）、東久保田町はかつての氾濫と関わる地形ではないかとしている。
また琵琶町は水輪（みわ、川の湾曲）のことではなく、ひび割れが割れ目が入る「ひはる」の意味ではと、仕伏町については渋瀬から（渋は沼地・湿地の意）、ではないかとしている。